# Melbou

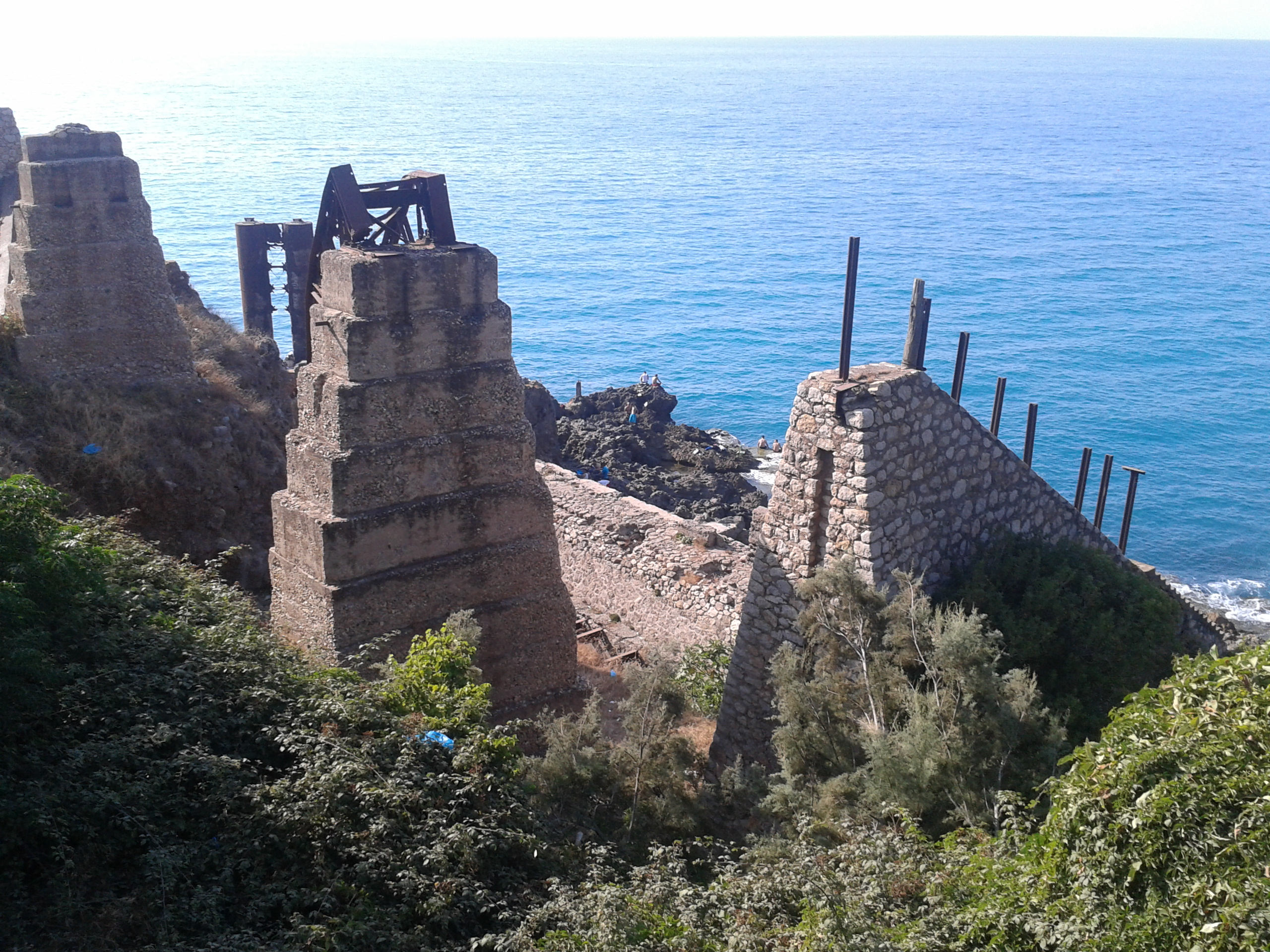
Vieux port les falaises.

Melbou (en tifinagh: ⵎⴻⵍⴱⵓ), est une commune côtière algérienne située dans la wilaya de Béjaia en Petite Kabylie (Algérie).

## Géographie
Melbou est une commune côtière de la wilaya de Béjaïa située à 35 km au sud-est de Béjaïa sur la route de Jijel.

### Situation
| Mer Méditerranée | Mer Méditerranée | Mer Méditerranée         |
| Souk El Ténine   | Melbou           | Ziama Mansouriah (Jijel) |
| Darguina         | Tamridjet        | Tamridjet                |

### Lieux-dits, quartiers et hameaux
Outre son chef-lieu Melbou-Centre, la commune de Melbou est constitué de six villages principaux qui sont les suivants , :
- Boulezazène comprend le haut Boulezazène et le bas Boulezazène. Il est attaché à d'autres bourgs qui l'entourent à l'exemple d'Aguemoune, Tala Abas (déserté), Tadarecht, M'djounes (déserté), et Taremant (Toughas).
- Thakliat se trouve aux frontières de Béjaïa et de Jijel. Elle surplombe Lejnane et Sahel avec une vue imprenable.
- Tizi El Oued ou Tizi War, qui est aussi attaché à Ahriq (Laanab) et Tarikt,
- Sahel, Tiqsert, Tassefssaft, Agna Oukouche, Ait Bouhafene

## Toponymie
Le toponyme Melbou dériverait de la racine LBW, liée à l'eau, et serait issue du mot « m-elba », signifiant « celle aux suintements », « celle des eaux ».
Selon la légende locale, cette sainte ferait partie, avec Yemma Gouraya à Béjaïa et Yemma Timezrit à Timezrit, d'une fratrie de trois sœurs. Selon une autre légende, Melbou serait une femme Viking échouée dans le village à la suite d'un naufrage. Cette personnalité respectée qui prodiguait le savoir aux autochtones aurait laissé son nom, Yemma Melbou (mère Melbou), à la ville.

## Histoire
À l'arrivée des Français, Yemma Melbou a pris le nom de "Garage", non pas à cause d'un garage qui appartenait à un colon où il élevait des cochons mais à cause du garage voisin de celui-ci qui servait d'atelier de réparation de trains de minerais.
Le village fut bombardé lors des événements du 8 mai 1945.

## Économie

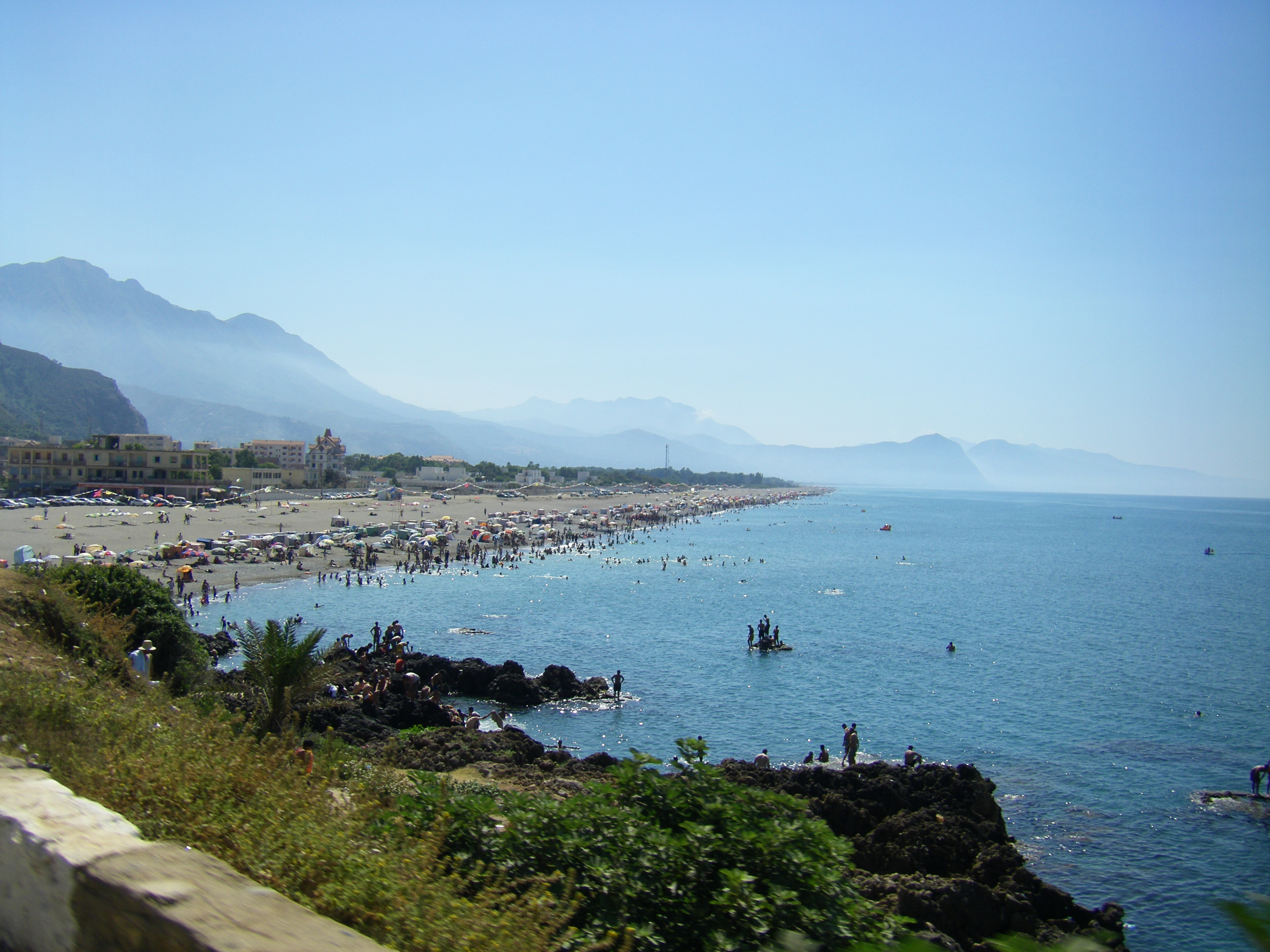
Une plage à Melbou

Depuis quelques années, la ville voit ses caisses renflouées par des dizaines de milliers d'estivants. Outre  le tourisme, la ville trouve ses ressources dans l'agro-pastoral, l'exportation de l'huile d'olive, bois, liège. Ceci contribue à l'impulsion économique de la commune.[réf. nécessaire]

## Patrimoine
Melbou abrite un site archéologique: la grotte d'Afalou; ou l'on a découvert les traces de l'homme d'Afalou Bu Rhummel qui date de 16000 ans av. J.-C.Le vieux port est aussi l'un des lieux historiques jouxtant la caverne de l'homme de mechta afalou (afalou bourmel).

## Personnalités liées à la commune
- Mohamed Abderrahmani, journaliste et ancien directeur du quotidien national El-Moudjahid, assassiné à Alger.